# ولايات طاجيكستان
تقسم طاجيكستان إلى 3 ولايات، (بالطاجيكية: Вилоят)‏ أو فولاياتو بالإضافة إلى إدارة مستقلة للعاصمة دوشنبه.
| الولاية            | أيزو 3166-2 | العاصمة  | المساحة كم2 | السكان (2006) | الرقم |
| ------------------ | ----------- | -------- | ----------- | ------------- | ----- |
| صغد                | TJ-SU       | خجند     | 25,400      | 2,060,900     | 1     |
| منطقة الحكم الذاتي | TJ-RR       | دوشنبه   | 28,600      | 1,531,300     | 2     |
| ختلان              | TJ-KT       | قرغانتپه | 24,800      | 2,463,300     | 3     |
| غورنو-باداخشان     | TJ-BG       | خاروغ    | 64,200      | 218,400       | 4     |

المصدر: السكان والمساحة من لجنة الإحصاء السكاني الطاجيكية.
وتقسم كل ولاية إلى نواحي والتي تقسم هي الأخرى إلى تجمعات جماعات ثم قرى. وتحتوي طاجيكستان على 58 ناحية.